# Głóski
Głóski (dawniej Głoski) – wieś w Polsce położona w województwie wielkopolskim, w powiecie ostrowskim, w gminie Nowe Skalmierzyce, graniczy z Kościelną Wsią, ok. 7 km od Nowych Skalmierzyc, ok. 8 km od Kalisza.

## Podział administracyjny
Miejscowość przynależała administracyjnie przed 1932 do powiatu pleszewskiego, w latach 1932–1934 do powiatu jarocińskiego, w latach 1975–1998 do województwa kaliskiego, a w latach 1934–1975 i od 1999 do powiatu ostrowskiego.

## Historia
Wieś wymieniana w źródłach od 1396 jako Glosky, Głuski, Głoskowice, Głoski. 
W latach 1579–1618 własność rodziny Głoskowskich. 
Według Narodowego Spisu Powszechnego z 2011 w Głóskach odnotowano 250 mieszkańców.